# Z8 GND 5296
z8_GND_5296 è una galassia scoperta nel 2013 nella costellazione dell'Orsa Maggiore,che dista circa 13,1 miliardi di anni luce dalla Terra. È stata scoperta da un team internazionale con a capo Steven Finkelstein dell'Università del Texas, utilizzando il telescopio spaziale Hubble e i due telescopi gemelli (10 metri di diametro) dell'osservatorio Keck alle Hawaii.
Data la distanza la luce che si osserva è quella che emanava poco dopo la sua formazione, appena 700 milioni di anni dopo il Big Bang, che è stato stimato essere avvenuto circa 13,8 miliardi di anni fa.
In realtà, a causa dell'espansione dell'universo, la sua attuale posizione è ora a circa 30 miliardi di anni luce (9,2 Gpc) dalla Terra (distanza co-movente). 
Per individuarla sono state studiate circa 100.000 galassie analizzando il red shift, ovverosia lo spostamento della radiazione luminosa verso il rosso, dovuto all'espansione dell'universo e tipico delle prime fasi di formazione dello stesso. Il redshift di questa galassia è pari a 7,51, e dall'esame della stessa si è scoperto che pur essendo relativamente vicina al Big Bang in termini temporali presenta contrariamente a quanto previsto numerosi elementi chimici pesanti.
Nella galassia la formazione stellare è intensa, equivalente, in massa, a 300 nuovi "soli" ogni anno, vale a dire ad un ritmo 150 volte più veloce rispetto alla formazione di stelle che avviene nella Via Lattea.